# Mason (Wisconsin)
Mason is een plaats (village) in de Amerikaanse staat Wisconsin, en valt bestuurlijk gezien onder Bayfield County.

## Demografie
Bij de volkstelling in 2000 werd het aantal inwoners vastgesteld op 72. In 2006 is het aantal inwoners door het United States Census Bureau geschat op 81, een stijging van 9 (12,5%).

## Geografie
Volgens het United States Census Bureau beslaat de plaats een oppervlakte van 1,3 km², geheel bestaande uit land. Mason ligt op ongeveer 286 m boven zeeniveau.

## Plaatsen in de nabije omgeving
De onderstaande figuur toont nabijgelegen plaatsen in een straal van 36 km rond Mason.